# Paccar
Paccar est un groupe industriel et fabricant de camions américain dont le siège social est situé à Bellevue, État de Washington, États-Unis. 
Il possède en Amérique du Nord des usines à Sainte-Thérèse dans la province de Québec au Canada, Chillicothe, dans l'Ohio, Renton, dans l'État de Washington, Denton, au Texas,Columbus dans l'État du Mississippi et Mexicali au Mexique. En plus de l'usine Kenworth à Victoria en Australie et des usines Daf et Leyland au Royaume-Uni et Eindhoven aux Pays-Bas. Ils regroupent les marques Kenworth, Peterbilt, pour l'Amérique du Nord et DAF Trucks pour l'Europe.

## Histoire

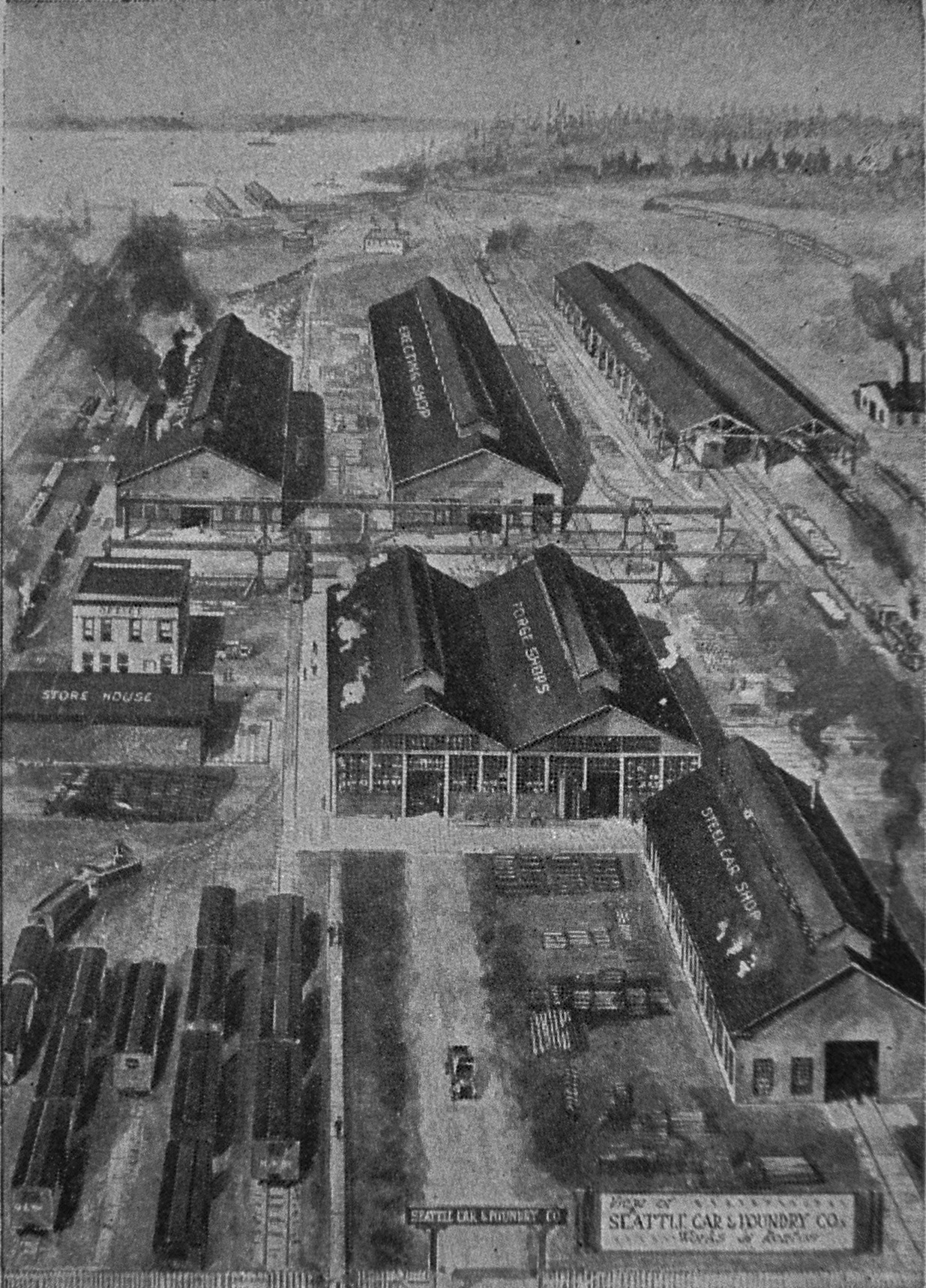
Seattle Car and Foundry works à Renton, en 1916.

En 1905, Willam Pigott (né en 1860, décédé en 1929), créa la firme Seattle Car Manufacturing Company, à Bellevue près de Seattle, pour produire des rails, des wagons et divers équipements pour l'industrie forestière.
En 1917, l'entreprise fusionna avec Twohy Brother de Portland, Oregon, pour devenir Pacific Car & Foundry Company. (et donc à ne pas confondre avec la compagnie canadienne Pacific Truck and Trailer).
La nouvelle firme avait comme clients l'Union Pacific Railroad et Southern Pacific Railroad.
Le pape Pie XI a nommé William Pigott, chevalier commandeur de l'ordre des Chevaliers de Saint-Grégoire, aussi une université à Seattle porte son nom.
En 1934, PACCAR développe une gamme de camions pour mieux exploiter l'industrie forestière, et vendus sous le nom de Pacific, et aussi des treuils nommés Carco, ensuite Paul Pigott (né en 1900, décédé en 1961), fils de William Pigott, devient président de la compagnie.
En 1939, l'entreprise participe à la construction du pont Floating Evergreen Point, sur le lac Washington.
En 1942, la firme fabrique des camions, nommés TR1, avec un moteur à essence, de 6 cylindres, Hall-Scott de 240 chevaux, pour l'armée américaine, pour déplacer des chars d'assaut Sherman M4, avec la remorque surbaissée de Fruehauf Trailer Company. Aussi l'entreprise participe à la construction des bombardiers B-17 de Boeing. En 1944, PACCAR racheta Kenworth. En 1950, l'entreprise fournit des chars d'assaut T97 et T108 à l'armée américaine pour la guerre de Corée puis a conçu à partir de 1959 un châssis pour l'automoteur d'artillerie M110.
En 1953, en plus des contrats militaires, PACCAR produit des structures en aciers pour diverses applications ; des barrages hydroélectriques, ponts, hangars, et aussi des câbles, des treuils industriels, et des grues. En 1958, PACCAR, racheta la firme Peterbilt.
À la suite de la mort de Paul Pigott, en 1961, c'est Robert O'Brien qui assura l'intérim jusqu'en 1965, puisque c'est Charles Pigott, né en 1929, (le fils de Paul Pigott), qui devient PDG. En 1963, PACCAR racheta Gearmatic, une compagnie spécialisée dans la fabrication de treuils pour des véhicules lourds. En 1966, l'entreprise participa aux fondations des sous-sols du World Trade Center de New York, en fabriquant les structures en acier.
En 1967, PACCAR racheta Dynacraft, une compagnie spécialisée dans la fabrication de composantes de moteurs, transmissions  et systèmes de freinage. Aussi la firme prit possession de l'usine d'Arthur Sicard située à Sainte-Thérèse, Québec, pour construire les camions porteurs et tracteur routier à cabine de jour, des marques Kenworth et Peterbilt.
En 1972, Pacific Car and Foundry Company, change de nom pour PACCAR, et un an plus tard, ferme l'usine qui fabriquait les charpentes en acier. En 1977, la firme racheta Braden Winch Company. Et en 1980 c'est Foden qui fut repris. En 1984, les trois divisions de fabrication de treuils de l'entreprise, Carco, Gearmatic, et Barden Winch, sont regroupées. En 1996, PACCAR racheta DAF, et un an plus tard, le fils de Charles, Mark Pigott, né en 1954, devient PDG.
En juillet 2016, Paccar via sa filiale DAF est contraint de payer une amende de 752 millions d'euros infligée par les autorités de la concurrence européenne pour avoir participé à l'entente dans le secteur de la production de poids lourds.